# Конвенція про охорону світової культурної і природної спадщини
Конвенція про охорону світової культурної і природної спадщини — міжнародний договір, який прийнятий з метою сприяння охороні, збереженню та популяризації культурної і природної спадщини.

## Дата і місце прийняття
16 листопада 1972 року, м. Париж (Франція)

## Дата набрання чинності
17 грудня 1975 року

## Дата ратифікації/приєднання України
4 жовтня 1988 року

## Дата набрання чинності для України
12 січня 1989 року

## Органи, що діють у рамках міжнародно-правового акту
- Комітет світової спадщини;
- Секретаріат.

## Сторони (станом на 1 вересня 2008 року)
185 сторін: Австралія, Австрія, Азербайджан, Албанія, Алжир, Ангола, Андорра, Антигуа і Барбуда, Аргентина, Афганістан, Бангладеш, Барбадос, Бахрейн, Беліз, Бельгія, Бенін, Білорусь, Болгарія, Болівія, Боснія і Герцеговина, Ботсвана, Бразилія, Буркіна-Фасо, Бурунді, Бутан,В'єтнам, Вануату, Ватикан, Велика Британія, Венесуела, Вірменія, Габон, Гаїті, Гаяна, Гамбія, Гана, Гватемала, Гвінея, Гвінея-Бісау, Гондурас, Гренада, Греція, Грузія, Данія, Джибуті, Домініка, Домініканська Республіка, Еквадор, Ель-Сальвадор, Еритрея, Естонія, Ефіопія, Єгипет, Ємен, Замбія, Зімбабве, Ізраїль, Індія, Індонезія, Ірак, Іран, Ірландія, Ісландія, Іспанія, Італія, Йорданія, Кабо-Верде, Казахстан, Камбоджа, Камерун, Канада, Катар, Кенія, Киргизстан, Китай, Кіпр, Кірибаті, Колумбія, Коморські острови, Конго (Демократична Республіка), Конго (Республіка), Корейська Народно-Демократична Республіка, Корея (Республіка), Коста-Рика, Кот-д'Івуар, Куба, Кувейт, Лаос, Латвія, Лесото, Литва, Ліберія, Ліван, Лівія, Люксембург, М'янма, Маврикій, Мавританія, Мадагаскар, Македонія (Колишня Югославська Республіка), Малаві, Малайзія, Малі, Мальдівські острови, Мальта, Марокко, Маршалові острови, Мексика, Мікронезія, Мозамбік, Молдова, Монако, Монголія, Намібія, Непал, Нігер, Нігерія, Нідерланди, Нікарагуа, Німеччина, Ніуе, Нова Зеландія, Норвегія, Об'єднані Арабські Емірати, Оман, Пакистан, Палау, Панама, Папуа Нова Гвінея, Парагвай, Перу, Південноафриканська Республіка, Польща, Португалія, Російська Федерація, Руанда, Румунія, Самоа, Сан-Марино, Сан-Томе і Принсіпі, Саудівська Аравія, Свазіленд, Сейшельські острови, Сенегал, Сент-Вінсент і Гренадини, Сент-Люсія, Сент-Кітс і Невіс, Сербія, Сирія, Словаччина, Словенія, Соломонові острови, Судан, Суринам, США, Сьєрра-Леоне, Таджикистан, Таїланд, Танзанія, Того, Тонга, Тринідад і Тобаго, Туніс, Туреччина, Туркменістан, Уганда, Угорщина, Узбекистан, Україна, Уругвай, Фіджі, Філіппіни, Фінляндія, Франція, Хорватія, Центральноафриканська Республіка, Чад, Чехія, Чилі, Чорногорія, Швейцарія, Швеція, Шрі-Ланка, Ямайка, Японія.

## Коротка характеристика
Конвенція окреслює поняття культурної (ст. 1) і природної спадщини (ст. 2).
Кожна сторона Конвенції з метою забезпечення цілей Конвенції проводить загальну політику для охорони, збереження і популяризації природної і культурної спадщини. (ст. 5). Кожна сторона Конвенції зобов'язується не вдаватися до будь-яких навмисних дій, що могли б завдати прямо чи посередньо шкоди культурній і природній спадщині, яка розміщена на території інших держав — сторін цієї Конвенції (ст. 6.2).
Конвенцією створюється Міжурядовий комітет з охорони світової культурної і природної спадщини (ст. 8). Сторони Конвенції подають Комітету перелік цінностей культурної і природної спадщини, що розміщені на їх території і можуть бути включені у Список світової спадщини, якщо вони мають видатну універсальну цінність відповідно до встановлених критеріїв (ст. 11).
Конвенцією створюється Фонд охорони світової культурної і природної спадщини, що має видатну універсальну цінність і називається Фондом світової спадщини (ст. 15). Стаття 15 Конвенції також визначає види надходження коштів до Фонду. Будь-яка держава — сторона цієї Конвенції може звертатися з проханням про надання міжнародної допомоги на користь цінностей культурної і природної спадщини, що мають видатну універсальну цінність і розміщені на її території (ст. 19). Конвенція визначає умови і форми надання такої міжнародної допомоги.

## Імплементація на національному рівні
Базовими законодавчими актами, що спрямовані на виконання зобов'язань, передбачених Конвенцією про охорону світової культурної і природної спадщини, є закони України :
- «Про охорону культурної спадщини» від 8 червня 2000 року № 1805-lll;
- «Про природно-заповідний фонд України» від 16 червня 1992 року № 2456-Xll;
- «Про охорону археологічної спадщини» від 18 березня 2004 року № 1626-lV.

В Україні розроблено програмні документи, що визначають правові основи у цій сфері:
- Закон України «Про затвердження Загальнодержавної програми збереження та використання об'єктів культурної спадщини на 2004–2010 роки» від 20 квітня 2004 року № 1692-lV, згідно з яким збереження і примноження культурних цінностей належать до пріоритетних напрямів політики держави у сфері культури, а охорона культурної спадщини є міжнародно-правовим зобов'язанням нашої держави перед світовою спільнотою.
- Постанова Кабінету Міністрів України від 9 вересня 2002 року № 1330, якою затверджено Комплексну програму паспортизації об'єктів культурної спадщини на 2003–2010 роки.

Окрім того, проблеми культурної і природної спадщини в Україні неодноразово були предметом розгляду Верховної Ради України, зокрема:
- Постанова Верховної Ради України від 27 листопада 2003 року № 1351-lV «Про інформацію Кабінету Міністрів України про сучасний стан та перспективи охорони об'єктів культурної спадщини України, а також пам'яток історії та культури Українського народу, що знаходяться за її межами»;
- Постанова Верховної Ради України від 12 вересня 2002 року № 140-lV «Про інформацію Кабінету Міністрів України про здійснення державної політики щодо виконання законів України „Про природно-заповідний фонд України“ і „Про охорону культурної спадщини“ та про дотримання посадовими особами вимог чинного законодавства стосовно Національного заповідника „Хортиця“ й інших історико-культурних заповідників і об'єктів природно-заповідного фонду».

Україною прийнято низку підзаконних нормативно-правових актів, що конкретизують порядок здійснення збереження, охорони і управління пам'ятками культурної і природної спадщини:
- Порядок видачі свідоцтва про реєстрацію об'єкта культурної спадщини як пам'ятки, затверджений Наказом Міністерства культури і туризму України від 5 грудня 2005 року № 900. Цей Порядок визначає процедуру оформлення та видачі свідоцтва про реєстрацію об'єкта культурної спадщини як пам'ятки. Свідоцтво видається Державною службою охорони культурної спадщини або іншими органами охорони культурної спадщини (у разі делегування їм цих повноважень Міністерством культури і туризму України) власникові пам'ятки або вповноваженому ним органу після занесення об'єкта культурної спадщини до Державного реєстру нерухомих пам'яток України;
- Порядок укладення охоронних договорів на пам'ятки культурної спадщини, затверджений Постановою Кабінету Міністрів України від 28 грудня 2001 року № 1768, що регулює порядок укладення охоронного договору, який встановлює режим використання пам'ятки культурної спадщини чи її частини, у тому числі території, на якій вона розташована;
- Порядок визначення категорій пам'яток для занесення об'єктів культурної спадщини до Державного реєстру нерухомих пам'яток України, затверджений Постановою Кабінету Міністрів України від 27 грудня 2001 року № 1760. Об'єкти культурної спадщини заносяться до Державного реєстру нерухомих пам'яток України за рішенням Кабінету Міністрів України — щодо об'єктів національно значення, або за рішенням відповідного центрального органу виконавчої влади у сфері охорони культурної спадщини — щодо об'єктів місцевого значення. До облікової документації на об'єкт культурної спадщини входить його паспорт, що повинен містити:
- історичні дані про об'єкт;
- відомості про його сучасний стан;
- функціональне використання;
- роль у навколишньому середовищі;
- територію, ландшафт, твори мистецтва;
- результати попередньої оцінки антропологічної, археологічної, естетичної, етнографічної, історичної, мистецької, наукової чи художньої цінності;
- основні археологічні, іконографічні, архівні та бібліографічні матеріали;
- наявність науково-проектної документації, місце її зберігання та зони охорони.

Ведеться робота щодо реєстрації відповідних пам'яток культурної і природної спадщини:
- Законом України від 23 вересня 2008 року № 574-Vl затверджено Перелік пам'яток культурної спадщини, що не підлягають приватизації. До таких наприклад, належать, Бахчисарайський палацово-парковий комплекс, комплекс Львівського музею архітектури та побуту, замок XVll-XVlll сторіччя у с. Підгірці;
- Перелік пам'яток історії, монументального мистецтва та археології національного значення, які заносяться до державного реєстру нерухомих пам'яток України, Додаток до Постанови Кабінету Міністрів України від 27 грудня 2001 року № 1761, наприклад, Поле битви між козацькими військами на чолі з І. Виговським і царською армією;
- Список історичних населених місць України (міста і селища міського типу), затверджений Постановою Кабінету Міністрів України від 26 липня 2001 року № 878.

В Україні запроваджена кримінальна відповідальність за знищення, руйнування або пошкодження пам'яток — об'єктів культурної спадщини та самовільне проведення пошукових робіт на археологічній пам'ятці (ст. 298 Кримінального кодексу України від 5 квітня 2001 року № 2341-lll) та адміністративна відповідальність за порушення правил охорони і використання пам'яток історії та культури (ст. 92 Кодексу України про адміністративні правопорушення від 7 грудня 1984 року № 8073-X).